# Siriri (inseto)
O siriri, também chamado siri-siri, sarará e aleluia, é uma casta de cupim, mas na forma alada (com asas). Basicamente, os cupins se dividem em três castas na organização da colônia: os obreiros, os soldados e os reprodutores. O siriri é o reprodutor que tentará se instalar em locais apropriados para iniciar uma nova colônia. Sendo siriris de cupins de madeira seca tentarão se instalar diretamente no interior da madeira. Se forem siriris de cupins de solo, procurarão o solo ou outro local que contenha madeira e uma fonte de umidade. As três principais espécies de siriris pertencem aos gêneros Syntermes e Cryptotermes (nomeadamente C. gestroi, antes chamada C. havilandi).

## Revoada

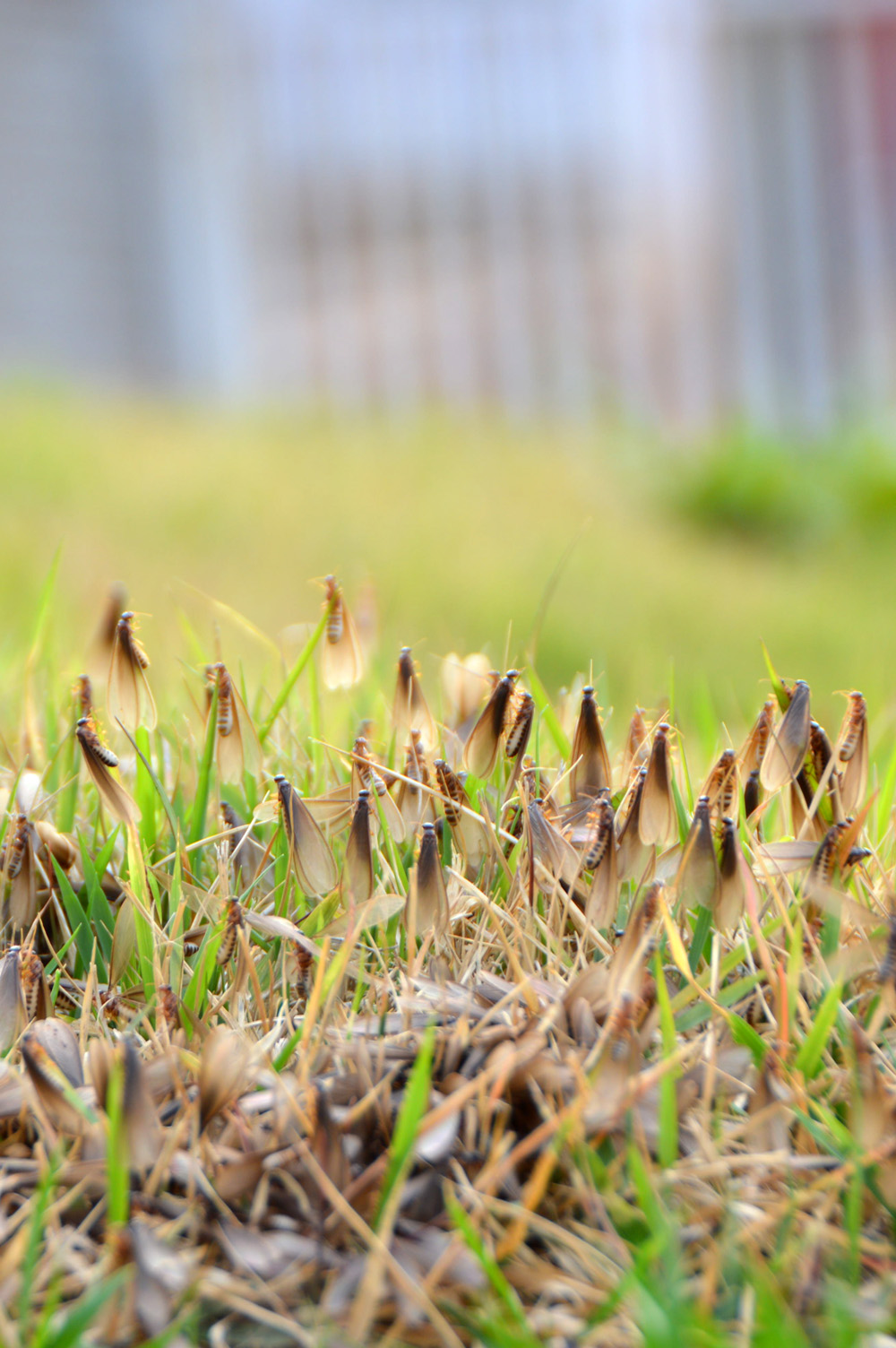
Aleluias se preparando para uma revoada

Normalmente, eles são vistos em revoadas em determinadas épocas do ano, principalmente épocas quentes e úmidas, normalmente no período da tarde, próximo ao anoitecer. Vários insetos se valem deste comportamento para buscarem a reprodução da colônia original; eles voam, desfazem-se de suas asas e então juntam-se em casais para o acasalamento.

## Acasalamento
Após a revoada, quando pousam no solo para procurar um abrigo e formar novo ninho, os reprodutores alados forçam as asas contra a superfície e as quebram, pois já desempenharam o seu papel no voo. Se o casal não tiver se encontrado durante o voo, a fêmea, já no solo, libera um feromônio sexual que irá atrair o macho. Após se encontrarem, partem para procurar um local seguro para o acasalamento. Após a identificação do abrigo (madeira seca ou solo, dependendo da espécie ser um cupim de madeira seca ou cupim subterrâneo) macho e fêmea se acasalam e iniciam a nova colônia dando início à postura de ovos. A partir daí são chamados de rei e rainha, ou casal real, da nova colônia.

## Combate
Alguns países utilizam armadilhas luminosas para capturar os reprodutores e impedir sua proliferação em ambientes não propícios, como móveis em áreas urbanas.